# Perché no? (film 1977)
Perché no? (Pourquoi pas !) è un film del 1977 scritto e diretto da Coline Serreau.

## Trama
Fernand, bisessuale, Louis, omosessuale e Alexa vivono nello stesso appartamento alla periferia di Parigi. Per fare funzionare bene questa convivenza, si sono ripartiti i compiti: Fernand si prende cura della casa, Louis suona e compone musica e Alexa è quella che guadagna i soldi, ma questo perfetto equilibrio rischia di essere compromesso dall'arrivo di Sylvie. Il "triangolo" si spezzerà o si trasformerà in un "quadrilatero"?

## Riconoscimenti
- 1977 - Prix Georges-Sadoul
- 1978 - Semana Internacional de Cine de Valladolid
  - Espiga de oro